# La Roche-Blanche, Puy-de-Dôme
La Roche-Blanche är en kommun i departementet Puy-de-Dôme i regionen Auvergne-Rhône-Alpes i centrala Frankrike. Kommunen ligger i kantonen Veyre-Monton som tillhör arrondissementet Clermont-Ferrand. År 2022 hade La Roche-Blanche 3 373 invånare.

## Befolkningsutveckling
Antalet invånare i kommunen La Roche-Blanche
| Referens: INSEE |